# Pictoword
『Pictoword』（ピクトワード）はKooapps社により開発されたワードパズルゲーム。iOS向けは2013年3月1日に、Android向けは2013年5月31日にリリースされた。

## ゲームの操作方法
Pictowordでは、プレイヤーは2枚の絵柄を読んで言葉を作らなくてはいけない。パズルは絵柄の組み合わせや同音異義語を使ったもの、もしくは絵柄に描かれた物の読み方で解くことができる。例えば、耳を表す英単語「イアー」と指輪を表す英単語リングでイアリング、騎士を表すナイトと雌馬を表すメアを組み合わせて悪夢を表すナイトメア、更に、タクシーと生地を表す英単語ドーでタキシードなど。

## 各テーマパック
Pictowordには14のテーマパックがあり、ゲーム内で手に入るコインでアンロックが可能である。
| カテゴリー               | 難易度         | リリース日     |
| ------------------------ | -------------- | -------------- |
| クラシック（デフォルト） | イージー       | 2013年3月1日   |
| 映画                     | イージー       | 2013年6月20日  |
| TV番組                   | イージー       | 2013年6月20日  |
| ブランド                 | エクストリーム | 2013年7月18日  |
| ゲーム                   | イージー       | 2013年7月18日  |
| キャラクター             | ハード         | 2013年8月13日  |
| 有名人                   | ハード         | 2013年11月11日 |
| 国と都市                 | ハード         | 2013年11月11日 |
| 歴史的人物               | イージー       | 2013年11月11日 |
| 名所                     | ハード         | 2013年11月11日 |
| 食べ物                   | ハード         | 2015年4月12日  |
| 動物                     | ハード         | 2015年11月24日 |
| 祝日                     | イージー       | 2015年12月10日 |
| アメリカ政治             | ノーマル       | 2016年4月7日   |

## 評価
PictowordはAppstimeで84%のスコアを取得し、「複数のカテゴリーと難易度のおかげで年齢を問わず楽しめる2枚の絵柄のみを使った完璧なパズルゲームである」との意見を得た。Apps Thunderでは、コンセプトとユーザーフレンドリーなインターフェイスが評価され、5点中4.1を得た。Gnome Escapeでは、様々なテーマパックが評価され、「Pictowordは、中毒性のあるゲームのうちの一つで、柔軟な考え方と新しい視点を学べる」との意見を得た。Get Android Stuffでは、ゲームは遅くつまらないとの指摘を得たものの、簡単な操作と年齢層を問わない点が評価された。

## 受賞歴
Pictowordは「教育及び知識参照アプリ」カテゴリーでShining Star Awardを受賞した。また2016年のモバイルスターアワードにおいて、「子どものための知育アプリ」カテゴリーでもSuperstar Awardを受賞した。2016年のAcademic's Choice Smart Media Awardも受賞をしている。本ゲームは2018年の国際ゲーム開発者協会アワードで「最優秀教育ゲーム賞」にノミネートされた 。本ゲームはオーストラリアのフリンダース大学によって、iPhoneとiPad上で落ち着く効果のあるアプリの一つとして挙げられた。